# Emud Mokhberi
Emud Mokhberi (Michigan, 8 de fevereiro de 1978) é um cineasta norte-americano. Como reconhecimento, foi nomeado ao Oscar 2009 na categoria de Melhor Curta-metragem de Animação por Oktapodi.